# Ендер Арслан
Ендер Арслан (тур. Ender Arslan; Истанбул, Турска, 13. јануар 1983) бивши је турски кошаркаш, а садашњи кошаркашки тренер. Играо је на позицији плејмејкера.

## Успеси

### Клупски
- Ефес Пилсен:
  - Првенство Турске (5): 2001/02, 2002/03, 2003/04, 2004/05, 2008/09.
  - Куп Турске (5): 2001, 2002, 2006, 2008, 2009.
  - Суперкуп Турске (2): 2002, 2009.

- Галатасарај:
  - Првенство Турске (1): 2012/13.
  - Суперкуп Турске (1): 2012.

### Репрезентативни
- Светско првенство:  2010.